# Hoplitis antigae
Hoplitis antigae är en biart som först beskrevs av Pérez 1895.  Hoplitis antigae ingår i släktet gnagbin, och familjen buksamlarbin.

## Underarter
Arten delas in i följande underarter:
- H. a. antigae
- H. a. laevior